# Erik V van Denemarken
Erik V (ook Erik Klipping) (1249-1286) was koning van Denemarken van 1259 tot zijn dood in 1286. Zijn ouders waren Christoffel I van Denemarken en Margaret Sambiria van Pommeren († 1282).
Van 1259 tot 1264 zou hij onder regentschap van zijn moeder staan. De periode van 1261 tot 1262 zou hij in gevangenschap doorbrengen in Holstein. Hierna werd hij naar Brandenburg overgebracht en daar werd hij verder opgevoed.
De voortdurende rivaliteit tussen Erik V en zijn aanhangers aan de ene kant en de bloedverwanten van de vorige koning Abel aan de andere kant, deed koningin Margarethe Sambiria ertoe te besluiten om in 1262/1263 een brief naar de paus in Rome te sturen om hem te vragen toe te staan dat vrouwen de Deense troon zouden kunnen erven, en het zo mogelijk te maken dat een van Eriks zusters de troon zou kunnen overnemen wanneer de jonge Erik deze strijd niet zou overleven. De paus ging naar het schijnt akkoord, maar het kwam nooit aan de orde want Erik V zou in 1286 opgevolgd worden door zijn zoon Erik VI.
Erik trachtte zijn macht over de kerk en de adeldom af te dwingen. Zijn conflict met de adel leidde in eerste instantie tot een bevredigend resultaat maar in 1282 werd hij door de adel gedwongen een overeenkomst te accepteren (een handfastening - een soort van Deense Magna Carta) die zijn autoriteit danig zou beperken.
Erik Klipping werd op 22 november 1286 in zijn slaap vermoord in Finderup, bij Viborg in Jutland.
Het nieuwe bestuur liet dadelijk een speciale bijeenkomst in Nyborg (1287) organiseren waarop de moord op Erik V werd behandeld. Als de vermeende moordenaars werden de voormalige maarschalk Stig Andersen Hvide en de graaf van Halland Jacob Nielsen vervolgd. Al na één dag rechtspraak vond de jury alle beschuldigden schuldig. Alle bezittingen van de veroordeelden werden verbeurdverklaard en zij zelf werden uit Denemarken verbannen op straffe van lijfstraffen of de doodstraf.
De vonnissen waren onbevredigend op diverse punten. Geen van de beschuldigden was in de onmiddellijke nabijheid toen de koning werd vermoord. De beschuldigden werden niet in de gelegenheid gesteld om hun onschuld te bewijzen, een recht dat bij wet was vastgelegd. Bijzonder verdacht is het feit dat ondanks de duistere omstandigheden rondom Eriks dood, de jury maar één dag nodig had om tot dit oordeel te komen. Ook behoorden alle beschuldigden tot de groep die tijdens Eriks regering tot zijn naaste medestanders behoorden, het is onduidelijk wat zij dan ook met Eriks dood wensten te bereiken. Om al deze redenen hebben de historici Erik Arup en Hugo Yrwing het vonnis aangemerkt als een misstap van gerechtigheid. Zij beschouwen de moord als uitkomst van een machtsstrijd tussen twee adellijke splintergroepen, de ene onder aanvoering van maarschalk Stig Andersen Hvide en de andere geleid door de hertog Waldemar van Zuid-Jutland. Waldemar was in 1283 in ongenade gevallen, maar won snel weer aan invloed na 1288. Vermoedelijk hebben Waldemar en zijn bondgenoten samengewerkt om de koning te doden en daarna geprobeerd bij het gerechtshof de schuld in de schoenen te schuiven van hun rivalen. Een andere historicus, Kai Hørby, heeft het vermoeden dat de moord eerder het gevolg is van de eerdere gevoerde gevechten om de koningstroon van Denemarken. Er waren namelijk anderen die meenden meer recht op de troon te hebben dan Erik V, zoals koning Erik II van Noorwegen en zijn broer Haakon V die kleinzonen waren van Erik IV van Denemarken. Door het gebrek aan bronnen zal de ware toedracht van de moord waarschijnlijk nooit worden ontdekt.
De dood van Erik V betekende dat de adel de verkregen macht en invloed in 1282 bijna geheel weer had verloren, omdat de nieuwe koning zich niet gebonden achtte aan het akkoord.
De oorsprong van koning Eriks bijnaam Klipping (of Glipping) is mogelijk afgeleid van het Deense glippe (met de ogen knipperen), wat mogelijk betekende dat Erik bovengemiddeld met de ogen knipperde.
Erik huwde op 11 november 1273 in Sleeswijk met Agnes van Brandenburg († 1304). Ze kregen de volgende kinderen:
1. Erik (VI) Menved (1274-1319)
2. Christoffel II (1276-1332)
3. Märta Eriksdotter van Denemarken († 1341), gehuwd met koning Birger I van Zweden († 1321)
4. Rikissa Eriksdotter van Denemarken († 1308), gehuwd met Nicolaas II van Mecklenburg-Werle († 1316)
5. Katarina Eriksdotter (1283-1283)
6. Elisabet Eriksdotter (1283-1283)
7. Waldemar Eriksson († 1304)

## Voorouders
| Voorouders van Erik V van Denemarken (1249-1286) | Voorouders van Erik V van Denemarken (1249-1286)                                      | Voorouders van Erik V van Denemarken (1249-1286)                                      | Voorouders van Erik V van Denemarken (1249-1286)                                      | Voorouders van Erik V van Denemarken (1249-1286)                                      | Voorouders van Erik V van Denemarken (1249-1286)                                      | Voorouders van Erik V van Denemarken (1249-1286)                                      | Voorouders van Erik V van Denemarken (1249-1286)                                      | Voorouders van Erik V van Denemarken (1249-1286)                                      |
| ------------------------------------------------ | ------------------------------------------------------------------------------------- | ------------------------------------------------------------------------------------- | ------------------------------------------------------------------------------------- | ------------------------------------------------------------------------------------- | ------------------------------------------------------------------------------------- | ------------------------------------------------------------------------------------- | ------------------------------------------------------------------------------------- | ------------------------------------------------------------------------------------- |
| Overgrootouders                                  | Waldemar I van Denemarken (1131–1182) ∞ Sophia van Minsk (1141-1198)                  | Waldemar I van Denemarken (1131–1182) ∞ Sophia van Minsk (1141-1198)                  | Sancho I van Portugal (1154-1212) ∞ 1175 Dulce van Barcelona (1160-1198)              | Sancho I van Portugal (1154-1212) ∞ 1175 Dulce van Barcelona (1160-1198)              | Mestwin I van Pommeren (1160–1220) ∞ Zwinisława (-1240)                               | Mestwin I van Pommeren (1160–1220) ∞ Zwinisława (-1240)                               | Hendrik Borwin II van Mecklenburg (1170-1226) ∞ Christine (–)                         | Hendrik Borwin II van Mecklenburg (1170-1226) ∞ Christine (–)                         |
| Grootouders                                      | Waldemar II van Denemarken (1170-1241) ∞ 1175 Berengaria van Portugal (1198-1221)     | Waldemar II van Denemarken (1170-1241) ∞ 1175 Berengaria van Portugal (1198-1221)     | Waldemar II van Denemarken (1170-1241) ∞ 1175 Berengaria van Portugal (1198-1221)     | Waldemar II van Denemarken (1170-1241) ∞ 1175 Berengaria van Portugal (1198-1221)     | Sambor II van Pommeren (1154-1212) ∞ Mathilde van Mecklenburg (1160-1198)             | Sambor II van Pommeren (1154-1212) ∞ Mathilde van Mecklenburg (1160-1198)             | Sambor II van Pommeren (1154-1212) ∞ Mathilde van Mecklenburg (1160-1198)             | Sambor II van Pommeren (1154-1212) ∞ Mathilde van Mecklenburg (1160-1198)             |
| Ouders                                           | Christoffel I van Denemarken (1219-1259) ∞ Margaret Sambiria van Pommeren (1130-1282) | Christoffel I van Denemarken (1219-1259) ∞ Margaret Sambiria van Pommeren (1130-1282) | Christoffel I van Denemarken (1219-1259) ∞ Margaret Sambiria van Pommeren (1130-1282) | Christoffel I van Denemarken (1219-1259) ∞ Margaret Sambiria van Pommeren (1130-1282) | Christoffel I van Denemarken (1219-1259) ∞ Margaret Sambiria van Pommeren (1130-1282) | Christoffel I van Denemarken (1219-1259) ∞ Margaret Sambiria van Pommeren (1130-1282) | Christoffel I van Denemarken (1219-1259) ∞ Margaret Sambiria van Pommeren (1130-1282) | Christoffel I van Denemarken (1219-1259) ∞ Margaret Sambiria van Pommeren (1130-1282) |

Gorm · Harald I · Sven I · Harald II · Knoet II · Knoet III · Magnus I · Sven II · Harald III · Knoet IV · Olaf I · Erik I · Niels · Erik II · Erik III · Sven III · Knoet V · Waldemar I · Knoet VI · Waldemar II · Erik IV · Abel · Christoffel I · Erik V · Erik VI · Christoffel II · Waldemar III · Christoffel II · Waldemar IV · Olaf II · Margaretha I · Erik VII · Christoffel III · Christiaan I · Johan · Christiaan II · Frederik I · Christiaan III · Frederik II · Christiaan IV · Frederik III · Christiaan V · Frederik IV · Christiaan VI · Frederik V · Christiaan VII · Frederik VI · Christiaan VIII · Frederik VII · Christiaan IX · Frederik VIII · Christiaan X · Frederik IX · Margrethe II · Frederik X
- Gemeinsame Normdatei: 118682288
- International Standard Name Identifier: 0000 0000 6329 1504
- Library of Congress Control Number: n80023059
- Virtual International Authority File: 35746963
- WorldCat: E39PBJpV6B3qDj6XrCDPJTvvHC